# Berg-Härjedalens kontrakt
Berg-Härjedalens kontrakt var ett kontrakt inom Härnösands stift av Svenska kyrkan.  Kontraktet utökades och namnändrades 2018  till Södra Jämtland-Härjedalens kontrakt.
Kontraktskod var 1014.
Kontraktet omfattade församlingar i Bergs och Härjedalens kommuner. 

## Administrativ historik
Kontraktet bildades 2001 av
hela Härjedalens kontrakt med 
- Svegs församling som 2006 uppgick i Svegsbygdens församling
- Älvros församling som 2006 uppgick i Svegbygdens församling
- Linsells församling som 2006 uppgick i Svegbygdens församling
- Lillhärdals församling som 2006 uppgick i Svegbygdens församling
- Hede församling som 2010 uppgick i Hedebygdens församling
- Vemdalens församling som 2010 uppgick i Hedebygdens församling
- Storsjö församlingsom 2010 uppgick i Hedebygdens församling
- Tännäs församling som 2006 uppgick i Tännäs-Ljusnedals församling
- Ljusnedals församling som 2006 uppgick i Tännäs-Ljusnedals församling
- Ytterhogdals församling som 2006 uppgick i Ytterhogdal, Överhogdal och Ängersjö församling
- Överhogdals församling som 2006 uppgick i Ytterhogdal, Överhogdal och Ängersjö församling
- Ängersjö församling som 2006 uppgick i Ytterhogdal, Överhogdal och Ängersjö församling

del av då upplösta Ovikens kontrakt (där delar före 1962 ingått i Härjedalens kontrakt) med
- Bergs församling
- Åsarne församling
- Rätans församling som 2010 uppgick i Rätan-Klövsjö församling
- Klövsjö församling som 2010 uppgick i Rätan-Klövsjö församling
- Ovikens församling som 2010 uppgick i Oviken-Myssjö församling
- Myssjö församling som 2010 uppgick i Oviken-Myssjö församling
- Hackås församling